# Quadrant Records
Quadrant Records es una compañía discográfica independiente con sede en España. La discográfica ha lanzado una gran cantidad de trabajos discográficos en géneros como el jazz, el folk y el rock.
Agrupaciones y artistas como The Incredible String Band, Mike Heron, Robin Williamson, Clive Palmer, Bruce Barth, Jerry Bergonzi, Sheila Cooper, Rene Marie, Peter King, Cajonmania, Xavier Baro y Michael Lee Wolfe han trabajado con Quadrant en algunos de sus proyectos. Quadrant también funciona como agencia de talentos y productora de conciertos, además de promocionar y producir el Festival de Jazz de Lérida, un evento llevado a cabo anualmente en el mes de noviembre que reúne destacados músicos de jazz. Quadrant Records produce festivales de música en España y el sur de Europa.